# Gunta Stölzl
Gunta Stölzl, född 5 mars 1897 i München, död 22 april 1983 i Männedorf i Schweiz, var en tysk textilkonstnär som kom att ha betydelse för utvecklingen av den verkstad på Bauhaus som inriktades på vävning som konstform. Hon blev Bauhausrörelsens första kvinnliga mästare och verkstadschef. 
Stölzl började studera vid Bauhaus 1920 efter tidigare konststudier i sin hemstad München. Under 1920-talet kom den avdelning som först kallades Kvinnornas verkstad att utvecklas till verkstaden för vävning, något Stölzl var delaktig i att skapa. I sin roll som lärare vid verkstaden tog hon in influenser från modern konst och det fanns utrymme för henne att både arbeta in äldre tekniker och möjligheter att experimentera med nya material med kollegor och studenter. Hon var även drivande i att införa matematik för att stötta studenternas lärande inom teknik och industriell design i relation till vävning.  
1925 blev Stölzl mästare inom sin avdelning och sen även dess chef. Verkstaden ansågs vara en av Bauhaus mest framgångsrika under hennes regi. 
I takt med att nazisterna vann mer mark i Tyskland blev det allt svårare att driva Bauhaus-skolan utifrån dess ursprungliga ideologi, vilket ledde till att Stölzl, som sedan 1929 var gift med den judiske arkitekten Arieh Sharon, till slut fick lämna skolan år 1931.
Från 1931 bodde Stölzl, som förlorat sitt tyska medborgarskap genom giftermålet, i Schweiz där hon främst arbetade med textil design för inredning, såsom mattor och möbeltyger. År 1936 upplöstes hennes första äktenskap och 1942 gifte hon sig med journalisten Willy Stadler.
Gunta Stölzl finns representerad vid bland annat Metropolitan Museum of Art och Museum of Modern Art.